# A román katona emlékműve (Nagykároly)
A Nagykároly központjában található A román katona emlékműve műemlékké nyilvánított szobor Romániában, Szatmár megyében. A romániai műemlékek jegyzékében az SM-III-m-A-05382 sorszámon szerepel.
Vida Géza szobrászművész és Anton Dâmboianu építész alkotása. Az 1964-ben felavatott, fehér kőből készült műemlékkomplexum impozáns méretekkel rendelkezik: 18 m-es homlokzati nyílás, 5 m-es mélység és 12 m-es magasság. Az emlékmű öt, szimbolikus jelentéssel bíró elemből áll: egy parasztfej, amely méltóságot és állhatatosságot sugall (a parasztfelkelések szimbóluma), egy kapu, amely a máramarosi kapukhoz hasonló intarziákkal van díszítve („az áldozat kapuja”), egy virágot ültető nő (a megújulás szimbóluma), egy katona arca, amely robusztus vonásaival hat, és egy obeliszk, amely a máramarosi templomok tornyaihoz hasonló (az örök láng szimbóluma). Ezen az obeliszken a következő szöveg olvasható: „Glorie ostașilor armatei romăne, căzuți în luptele pentru eliberarea patriei” (jelentése: Dicsőség a román hadsereg katonáinak, akik a haza felszabadításáért vívott harcokban estek el).

## Fordítás
Ez a szócikk részben vagy egészben  a   Monumentul ostașului român din Carei című román Wikipédia-szócikk ezen változatának fordításán alapul.  Az eredeti cikk szerkesztőit annak laptörténete sorolja fel. Ez a jelzés csupán a megfogalmazás eredetét és a szerzői jogokat jelzi, nem szolgál a cikkben szereplő információk forrásmegjelöléseként.